# José Fiter e Inglés
José Fiter e Inglés (1857-1915) fue un escritor, historiador, profesor e industrial español.

## Biografía
Nació en Barcelona el 25 de noviembre de 1857. Estudió las carreras de Filosofía y Letras y la de perito mercantil, además de ser alumno de la Escuela de Bellas Artes de la Lonja, donde habría tenido como maestros a José Serra y Porson en la clase de Ornamentación y a Luis Rigalt en la de Paisaje. Director del periódico La Bandera Catalana, en 1876 participaba en La Rondalla y en 1879 fundaba L'Escut de Catalunya, todas ellas publicaciones de carácter efímero. Colaboró también en La Renaixensa, Lo Gay Saber, Calendari Català y  La Llumanera de Nova York. En lo referente a prensa en castellano, fue director de una Revista Comercial y de un Boletín del Colegio del Arte Mayor de la Seda de Barcelona, además de colaborador de Miscelánea Científica y Revista Contemporánea y corresponsal literario de La Mañana de Madrid.
Fue autor de títulos en catalán como La ciencia astrológica en Catalunya (1875), Necessitat que té Igualada d'una Escola d'Arts y Oficis per a l'Obrer, Arenys de Mar, durant l'últim període de la Guerra de Successió. Segle XVIII,  Utilitat que retorta a les poblacions industrials, mercantils y agrícoles, la creació d'Escoles d'Arts y Oficis y procediments que deuríen seguirse (1899) y Enciclopedia Moderna Catalana (1913, cinco volúmenes). En castellano escribió Reseña histórico descriptiva de la gloriosa imagen de Nuestra Señora de la Cinta y de la capilla donde se la venera en Tortosa, una monografía premiada en el Certamen Literario Artístico celebrado por la Academia Bibliográfico Mariana de Lleida en 1877; Expulsión de los judíos en Barcelona (1878), Reseña histórica del Santuario de
Nuestra Señora de la Bonanova (1882); Fabricación de encajes, su historia, su porvenir, La carrera mercantil en España (proyecto de reforma) (1882); Monzón (1883), una monografia histórica de dicha ciudad aragonesa, ilustrada con grabados; Memoria sobre el santuario de Fuenciscla en Segovia, premiada en el Certamen
de la Bibliográfico Mariana, el año 1883; Nuestra Señora de los Reyes de Sevilla, otra de las monografías premiadas en el certamen anual de la Academia Mariana de Lleida, celebrada en octubre de 1888; Las cercanías de Barcelona; Efemérides de la historia del comercio y de la industria; Antiguas instituciones bancarias de Cataluña (1892) y Discurso pronunciado en la Academia Científico Mercantil con motivo de la colocación de una lápida conmemorativa de los catedráticos fallecidos que fueron de la Escuela de Comercio de Barcelona (1896). También fueron suyos una Memoria sobre el Temple d'Hercul, L'antich monestir de Valldoncella, Construcció de la Farola del Llobregat y un Diccionario biográfico de Catalanes y Aragoneses ilustres junto a Honorat de Saleta.
Regentó la llamada Casa Fiter, una empresa dedicada a los encajes que heredó de su progenitor. Fue miembro correspondiente de la Real Academia de la Historia y de la Academia de la Arcadia. Pionero del excursionismo en Cataluña, formó parte de la Asociación Catalanista de Excursiones Científicas. Falleció el 16 de junio de 1915.